# EspacesTemps.net
Cet article concerne la revue en ligne. Pour notion physique, voir Espace-temps. Pour la notion géographique, voir Espace-temps (géographie).
 (août 2020).
Si vous disposez d'ouvrages ou d'articles de référence ou si vous connaissez des sites web de qualité traitant du thème abordé ici, merci de compléter l'article en donnant les références utiles à sa vérifiabilité et en les liant à la section « Notes et références ».
EspacesTemps.net est une revue scientifique interdisciplinaire consacrée surtout aux sciences sociales. En ligne et en libre accès depuis 2001, les articles qu'elle propose sont diffusés en flux continu.
La revue propose une réflexion épistémologique sur les sciences sociales. Elle aborde également des questions qui font débat dans l'actualité scientifique et dans la société en général. La revue s'efforce de constituer une interface de rencontre entre les différents champs disciplinaires, afin de permettre une réflexion transdisciplinaire et un regard croisé sur les questions abordées.

## Histoire
EspacesTemps.net est la continuité électronique de EspacesTemps Les Cahiers, revue papier créée en 1975 dont le comité de rédaction a décidé en 2000 de confier à Jacques Lévy le soin de concevoir la version en ligne. Créée en 2001, la nouvelle revue électronique publie ses premiers articles en mai 2002.
En octobre 2004, un partenariat avec l'École polytechnique fédérale de Lausanne permet à la revue de salarier des collaborateurs.
Depuis février 2007, les membres du Comité de rédaction sont collectivement codirecteurs de la revue.
Depuis mars 2009, la revue est classée « A » par l’Agence française d’évaluation de la recherche et de l’enseignement supérieur (AERES).
Depuis 2021, un conseil stratégique épaule le comité de rédaction dans sa réflexion sur les enjeux de la recherche et de la publication en sciences sociales. 

## Rédacteurs en chef
- 2001-2003 : René-Éric Dagorn (1964-) ;
- 2003-2007 : Emmanuelle Tricoire ;
- 2007-(en cours) : Igor Moullier (1950-).

## Membres de la rédaction
Le comité de rédaction
- Boris Beaude (1973-) ;
- Michel Carrard (1961-) ;
- Gaël Chareyron (1976-) ;
- Guillaume Drevon ;
- François Dosse (1950-), à partir de 1984[2] ;
- Marc Dumont (1978-) ;
- Jean-Nicolas Fauchille ;
- Christian Grataloup (1951-) ;
- Magali Hardouin ;
- Vincent Kaufmann (1969-) ;
- Jacques Lévy (1952-) ;
- Igor Moullier (1950-), rédacteur en chef ;
- Khalid Mouna (1976-) ;
- Patrick Poncet (1958-) ;
- Emmanuel Ravalet (1980-).

Le conseil stratégique
- Enka Blanchard (1991-) ;
- Sandro Cattacin (1963-) ;
- Fiorenza Gamba ;
- Olivier Lazzarotti (1959-) ;
- Philippe Rozin (1974-) ;
- Irène Sartoretti ;
- Olivier Vilaça ;
- Hélène Noizet (1976-).